# Hitoshi Sakimoto
Hitoshi Sakimoto (崎元 仁 Sakimoto Hitoshi?, nacido el 26 de febrero de 1969 en Tokio) es un compositor de música de videojuegos y de bandas sonoras para animes japoneses.

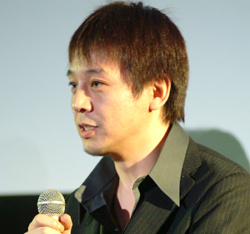
Hitoshi Sakimoto

Compuso la banda sonora para el videojuego "Final Fantasy XII" y la banda sonora del anime "Romeo x Juliet".

## Biografía

### Primeros años
Nacido en 1969, Hitoshi Sakimoto comenzó su carrera como músico independiente en el año 1990. A la edad de 16 años, atrajo la atención de la industria musical gracias a su trabajo para el videojuego Revolter. Además, fue el creador de Terpsiphorean, un intérprete de sintetizador que se implementó en varios videojuegos del mercado japonés a comienzos de los años 90.
Esta herramienta permitía aprovechar las capacidades de síntesis FM y generación de ondas cuadradas en sistemas como los ordenadores japoneses de los 80, incluyendo el PC-88, el PC-98 y la consola SEGA Mega Drive/Genesis. Gracias a Terpsiphorean, Sakimoto logró efectos sonoros avanzados, como simular coros humanos utilizando el sintetizador FM de la Mega Drive, el (YM2612), mediante parches FM personalizados.
Su música en títulos como Devilish (videojuego) destacó por esta técnica, y con el paso de los años su trabajo en la consola de SEGA fue ampliamente reconocido por su innovación y calidad técnica.

### Reconocimiento
El talento de Hitoshi Sakimoto pronto llamó la atención de numerosos diseñadores y empresas de videojuegos, que comenzaron a contratarlo para componer o arreglar la música de sus proyectos. Entre estos encargos se encuentran varios ports para Data East, como Midnight Resistance y Captain America and the Avengers, ambos adaptados a la SEGA Mega Drive/Genesis. También trabajó como programador de sonido en la versión para esta consola del juego Master of Monsters, cuya música fue originalmente compuesta por Hayato Matsuo.
Durante esta etapa colaboró estrechamente con Masaharu Iwata, con quien compuso la música de títulos como Gauntlet IV y Verytex, ambos también para Mega Drive/Genesis. Además, Sakimoto desarrolló y compuso bandas sonoras para juegos de otras plataformas como la PC Engine y la Super Nintendo.
En sus inicios, solía firmar su trabajo con el seudónimo «YmoH.S», un guiño explícito a la influyente banda de música electrónica japonesa Y.M.O. (Yellow Magic Orchestra), reconocida por su uso pionero de sintetizadores y secuenciadores.
En 1997, Sakimoto se unió a la compañía Square (hoy Square Enix) para componer la aclamada banda sonora de Final Fantasy Tactics, en colaboración con su amigo de toda la vida, Masaharu Iwata. Su talento y estilo distintivo continuaron brillando en Vagrant Story, un título que fusionaba elementos de RPG y acción, considerado hoy una obra de culto. Tras completar este proyecto, Sakimoto se desvinculó de Square y pasó a trabajar como compositor freelance.
Ese mismo año fundó Basiscape, un estudio independiente de música y sonido especializado en videojuegos y otros medios audiovisuales. Gracias al éxito de Final Fantasy Tactics y Vagrant Story, y posteriormente de Final Fantasy XII, Sakimoto recibió mayor reconocimiento internacional, lo que contribuyó al crecimiento de Basiscape. Su música para Final Fantasy XII, estrenado en 2006, fue especialmente bien recibida, consolidando su estatus como uno de los grandes compositores de su generación.
En 2004, también participó en la banda sonora de Gradius V, desarrollado por Treasure y publicado por Konami, aportando su estilo orquestal característico a la mítica saga de shooters espaciales.
Desde entonces, como fundador de Basiscape, Sakimoto ha sido contratado regularmente para componer bandas sonoras de una amplia gama de videojuegos, así como para encargos especiales de empresas independientes. Entre sus proyectos más destacados posteriores se incluyen las composiciones para Final Fantasy XII y el MMORPG Fantasy Earth: Zero, ambos publicados por Square Enix.
Junto a Sakimoto, Basiscape cuenta con un equipo de renombrados compositores, como Masaharu Iwata, Manabu Namiki y Mitsuhiro Kaneda, todos ellos figuras relevantes en la industria musical del videojuego japonés.
En mayo de 2008, Sakimoto anunció que también estaba trabajando en varios proyectos para videojuegos desarrollados en América del Norte.

## Discografía

### Bandas Sonoras de Videojuegos
- Revolter (1988) – with Masaharu Iwata
- Bubble Ghost (1990)
- Carat (1990) – with Masaharu Iwata and Yoshio Furukawa
- Starship Rendezvous (1990) – with Masaharu Iwata
- Devilish (1991)
- Verytex (1991) – with Masaharu Iwata and Yoshio Furukawa
- King Breeder (1991) – with Masaharu Iwata
- Magical Chase (1991) – with Masaharu Iwata
- Cyber Block Metal Orange (1991) – with Masaharu Iwata and Yoshio Furukawa
- Midnight Resistance (1991) – (the Sega Sega Genesis port)
- Bad Omen (1992)
- Gauntlet IV (1993) – with Masaharu Iwata
- Super Back to the Future II (1993)
- Ogre Battle: The March of the Black Queen (1993) – with Masaharu Iwata and Hayato Matsuo
- X-Kaliber 2097 (1994) – with Hayato Matsuo
- Kingdom Grand Prix (1994) – with Masaharu Iwata
- Moldorian: Hikari to Yami no Sister (1994)
- Tactics Ogre: Let Us Cling Together (1995) – with Masaharu Iwata and Hayato Matsuo
- Chick's Tale (1995)
- Dragon Master Silk II (1995)
- Treasure Hunter G (1996) – with several others
- Terra Diver (1996)
- Hourai Gakuen no Bouken! (1996)
- Chip-chan Kick! (1996) – with Masaharu Iwata and Yoshio Furukawa
- Bloody Roar (1997) – with Atsuhiro Motoyama, Kenichi Koyano, Manabu Namiki, and Masaharu Iwata
- Final Fantasy Tactics (1997) – with Masaharu Iwata
- Radiant Silvergun (1998)
- Armed Police Batrider (1998) – with Kenichi Koyano and Manabu Namiki
- Ogre Battle 64: Person of Lordly Caliber (1999) – with Masaharu Iwata and Hayato Matsuo
- Vagrant Story (2000)
- Tactics Ogre: The Knight of Lodis (2001) – with Masaharu Iwata
- Kuusen (2001)
- Legaia 2: Duel Saga (2001) – with Yasunori Mitsuda and Michiru Oshima
- Tekken Advance (2001) – with Atsuhiro Motoyama
- Breath of Fire: Dragon Quarter (2002)
- Perfect Prince (2002) – with Shinji Hosoe and Ayako Saso[1]
- Final Fantasy Tactics Advance (2003) – with Ayako Saso, Kaori Ohkoshi, and Nobuo Uematsu
- Gradius V (2004)
- Stella Deus: The Gate of Eternity (2004) – with Masaharu Iwata
- Mushihimesama (2004) – with Basiscape, Shinji Hosoe, Ayako Saso, and Shoichiro Sakamoto
- Wizardry Gaiden: Prisoners of the Battles (2005) – with Masaharu Iwata, Mitsuhiro Kaneda, and Kenichi Koyano
- Bleach: Heat the Soul 2 (2005) – with Basiscape
- Zoids: Full Metal Crash (2005) – with Basiscape
- Monster Kingdom: Jewel Summoner (2006) – with several others
- Fantasy Earth: Zero (2006) – with Masaharu Iwata, Manabu Namiki, and Kenichi Koyano
- Final Fantasy XII (2006) – with Masaharu Iwata and Hayato Matsuo
- Digimon Battle Terminal (2006) – with Basiscape
- Battle Stadium D.O.N (2006) – with Basiscape
- Digimon World Data Squad (2006) – with Basiscape
- Bleach: Heat the Soul 4 (2007) – with Basiscape
- GrimGrimoire (2007) – with Basiscape
- Final Fantasy XII: Revenant Wings (2007) – with Kenichiro Fukui
- Final Fantasy Tactics: The War of the Lions (2007) – with Masaharu Iwata
- Odin Sphere (2007) – with Basiscape
- ASH: Archaic Sealed Heat (2007) – with Masaharu Iwata
- Final Fantasy Tactics A2 (2007) – with Ayako Saso, Kaori Ohkoshi, Mitsuhiro Kaneda, and Nobuo Uematsu
- Opoona (2007) – with Basiscape
- Deltora Quest: The Seven Gems (2007) – with Basiscape
- L no Kisetsu 2: Invisible Memories (2008) – with Basiscape
- Valkyria Chronicles (2008)
- The Wizard of Oz: Beyond the Yellow Brick Road (2008) – with Kimihiro Abe, Masaharu Iwata, and Michiko Naruke
- Elminage: Priestess of Darkness and The Ring of Gods (2008) – with Basiscape
- Coded Soul: Uketsugareshi Idea (2008) – with Basiscape
- Elminage II (2009)
- Muramasa: The Demon Blade (2009) – with Basiscape
- Tekken 6 (2009) – with several others
- Lord of Vermilion II (2009)
- Valkyria Chronicles II (2010)
- Tactics Ogre: Let Us Cling Together (2010) – remake, with Masaharu Iwata and Hayato Matsuo
- Rikishi: Legend of Paper Wrestling (2011)
- Valkyria Chronicles III (2011)
- The Denpa Men: They Came By Wave (2012) – with Basiscape
- The Denpa Men 2: Beyond the Waves (2012) – with Basiscape
- Crimson Shroud (2012) – with Basiscape
- World Zero (2012)[2]
- Dragon's Crown (2013)
- The Denpa Men 3: The Rise of Digitoll (2013) – with Basiscape
- The Denpa Men Free! (2014) – with Basiscape
- Age of Ishtaria (2014) – with Masaharu Iwata
- Rage of Bahamut (2014) – 3rd anniversary soundtrack
- Terra Battle (2014) – with Nobuo Uematsu, Kenji Ito, Yoko Shimomura, and Yasunori Mitsuda
- Battle Champs (2015)[3]
- The World End Eclipse (2015)[4]
- Chaos Dragon (2015)
- Zodiac: Orcanon Odyssey (2015)[5]
- Odin Sphere Leifthrasir (2016) – with Basiscape
- Tiger Knight (2016)[6]
- Valiant Force (2016)[6]
- Final Fantasy XII: The Zodiac Age (2017)[7]
- Shinnazuki (2018)[8]
- Valkyria Chronicles 4 (2018)[9]
- Tales of Demons and Gods (2018) – with Basiscape[10]
- Project Babel (2019)[11]
- 13 Sentinels: Aegis Rim (2019) – with Basiscape
- Shining Beyond (2020) – with Basiscape[12]
- Astria Ascending (2021) – with several others[13]
- Little Noah: Scion of Paradise (2022)[14]
- Tactics Ogre: Reborn (2022) – with Basiscape[15]
- Unsung Story (early access)[16]
- Sword of Convallaria (TBA)[17]
- Valiant Force 2 (TBD)[18]

### Bandas sonoras para Animes
| Título del Anime                       | Año de Salida |
| -------------------------------------- | ------------- |
| Romeo x Juliet                         | 2007          |
| Druaga no To: the Aegis of Uruk        | 2008          |
| Druaga no To: the Sword of Uruk        | 2009          |
| Senjō no Valkyria - Gallian Chronicles | 2009          |